# Championnat d'Écosse de football 1986-1987
Navigation
Édition précédente Édition suivante
La 90e édition du championnat d'Écosse de football est remportée par le Rangers Football Club. C’est son 38e titre de champion. Ce titre met fin à une période de disette de 9 ans pour le club protestant de Glasgow, le dernier titre remontant à la saison 1977-1978. Les Rangers l’emportent avec 6 points d’avance sur le Celtic FC. Dundee United complète le podium.
Le système de promotion/relégation reprend ses droits: descente et montée automatique, sans matchs de barrage pour les deux derniers de première division et les deux premiers de deuxième division. Clydebank FC et Hamilton Academical descendent en deuxième division. Ils sont remplacés pour la saison 1987/88 par Dunfermline Athletic et Greenock Morton.
Avec 35 buts marqués en 44 matchs, Brian McClair du Celtic Football Club remporte pour la deuxième fois le classement des meilleurs buteurs du championnat.

## Les clubs de l'édition 1986-1987
| \| Aberdeen FC Glasgow · Celtic - Rangers Dundee · Dundee – Dundee United Saint Mirren Édimbourg Hibernian-Heart Motherwell FC Clydebank FC Hamilton Academical Falkirk FC \| Localisation des clubs engagés dans le championnat. |
| Aberdeen FC Glasgow · Celtic - Rangers Dundee · Dundee – Dundee United Saint Mirren Édimbourg Hibernian-Heart Motherwell FC Clydebank FC Hamilton Academical Falkirk FC                                                           |

| Club                              | Ville      |
| --------------------------------- | ---------- |
| Aberdeen Football Club            | Aberdeen   |
| Celtic Football Club              | Glasgow    |
| Clydebank Football Club           | Clydebank  |
| Dundee Football Club              | Dundee     |
| Dundee United Football Club       | Dundee     |
| Falkirk Football Club             | Falkirk    |
| Hamilton Academical Football Club | Hamilton   |
| Heart of Midlothian Football Club | Édimbourg  |
| Hibernian Football Club           | Leith      |
| Motherwell Football Club          | Motherwell |
| Rangers Football Club             | Glasgow    |
| Saint Mirren Football Club        | Paisley    |

## Compétition

### Classement
Le classement est établi sur le barème de points classique (victoire à 2 points, match nul à 1, défaite à 0).
| Rang | Équipe                | Pts | J  | G  | N  | P  | Bp | Bc | Diff |
| ---- | --------------------- | --- | -- | -- | -- | -- | -- | -- | ---- |
| 1    | Rangers FC C          | 69  | 44 | 31 | 7  | 6  | 85 | 23 | +62  |
| 2    | Celtic FC T           | 63  | 44 | 27 | 9  | 8  | 90 | 41 | +49  |
| 3    | Dundee United         | 60  | 44 | 24 | 12 | 8  | 66 | 36 | +30  |
| 4    | Aberdeen FC C         | 58  | 44 | 21 | 16 | 7  | 63 | 28 | +35  |
| 5    | Heart of Midlothian   | 56  | 44 | 21 | 14 | 9  | 64 | 43 | +21  |
| 6    | Dundee FC             | 48  | 44 | 18 | 12 | 14 | 74 | 57 | +17  |
| 7    | Saint Mirren          | 36  | 44 | 12 | 12 | 20 | 36 | 51 | -15  |
| 8    | Motherwell FC         | 34  | 44 | 11 | 12 | 21 | 43 | 64 | -21  |
| 9    | Hibernian FC          | 33  | 44 | 10 | 13 | 21 | 44 | 70 | -26  |
| 10   | Falkirk FC P          | 26  | 44 | 8  | 10 | 26 | 31 | 70 | -39  |
| 11   | Clydebank FC          | 24  | 44 | 6  | 12 | 26 | 35 | 93 | -58  |
| 12   | Hamilton Academical P | 21  | 44 | 6  | 9  | 29 | 39 | 93 | -54  |

| Légende : Qualifications et relégations | Légende : Qualifications et relégations                                        |
| --------------------------------------- | ------------------------------------------------------------------------------ |
|                                         | Coupe d'Europe des Clubs champions 1987-1988                                   |
|                                         | Coupe d'Europe des vainqueurs de coupe 1987-1988                               |
|                                         | Coupe UEFA 1987-1988                                                           |
|                                         | Relégation en deuxième division                                                |
|                                         | T : Tenant du titre C : Vainqueurs de la Coupe d'Écosse de football P : Promus |

## Bilan de la saison
| Tableau d'Honneur                |             |
| Compétition                      | Vainqueur   |
| Championnat d'Écosse de football | Rangers FC  |
| Coupe d'Écosse de football       | Aberdeen FC |

| Promotions et relégations |                                      |
| Promus                    | Dunfermline Athletic Greenock Morton |
| Relégués                  | Hamilton Academical Clydebank FC     |

## Statistiques

### Meilleur buteur
- Brian McClair, Celtic Football Club 35 buts